# Zinacantán
Zinacantán – miasto i siedziba gminy o tej samej nazwie w meksykańskim stanie Chiapas, położone na wysokości 2166 m n.p.m., w odległości około 10 km od San Cristóbal de las Casas. Miasto zamieszkane jest przez ludność z grupy etnicznej Tsotsil. Lokalna nazwa miasta w języku tsotsil to Sots'leb, co oznacza "miejsce nietoperzy". To samo znaczenie ma pochodząca z języka nahuatl nazwa Zinacantán.

## Historia
Przed przybyciem Hiszpanów miejscowość była ważnym punktem na szlakach handlowych, transportowano tędy m.in. sól i wydobywany na północy stanu Chiapas bursztyn. W 1486 roku została zdobyta przez Meszików, a w 1524 roku przez Hiszpanów. W 1546 roku dominikanie wznieśli tu pierwszy kościół na terenie Chiapas – jest to dzisiejszy kościół św. Wawrzyńca (Iglesia de San Lorenzo), wówczas będący pod wezwaniem św. Dominika. Św. Wawrzyniec uważany jest za patrona miasta, a pełna nazwa miejscowości to właśnie San Lorenzo Zinacantán. Drugą ważną świątynią jest kościół św. Sebastiana, zbudowany w XVIII wieku. 

## Uroczystości
Najważniejszymi świętami w miasteczku są obchody dnia patrona – św. Wawrzyńca obchodzone 10 sierpnia oraz wspomnienie św. Sebastiana wypadające na 20 stycznia. Ważnymi uroczystościami jest też Wielki Tydzień oraz Dzień Zmarłych – 1 i 2 listopada rano mieszkańcy udają się położony na pobliskich wzgórzach cmentarz, by czuwać na grobach zmarłych bliskich. Dniem targowym w Zinacantanie jest niedziela. 

## Turystyka

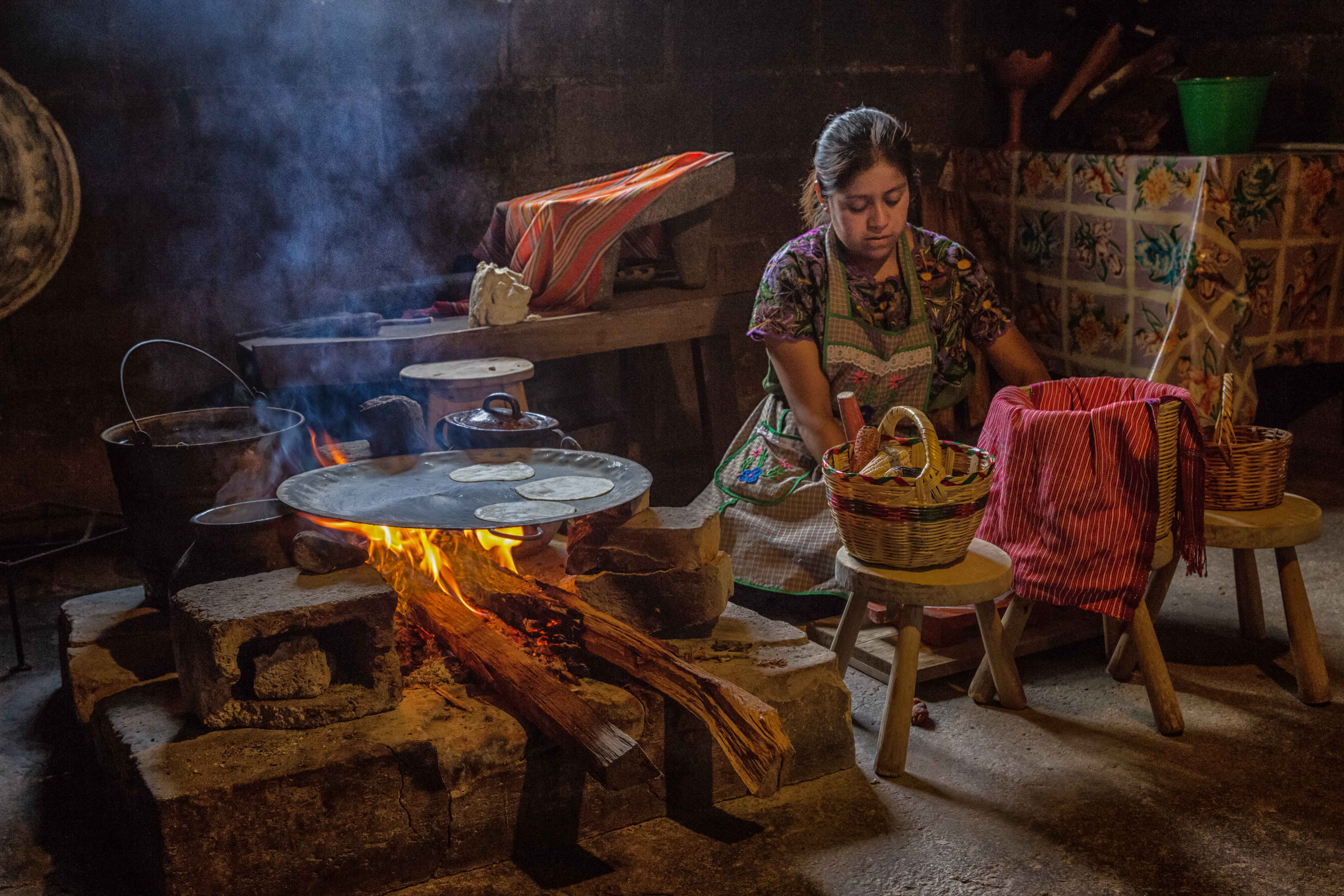
Dom pokazowy w Zinacantanie

Zinacantán jest drugą, po Chamuli, najchętniej odwiedzaną przez turystów rdzenną społecznością w okolicach San Cristóbal de las Casas. Na wjeździe do miejscowości pobierana jest opłata turystyczna. Oprócz miejscowych świątyń turyści odwiedzają tzw. domy pokazowe. Można zobaczyć w nich życie mieszkańców – przyjrzeć się kobietom tkającym na krosnach (tzw. telar de cintura), przymierzyć tradycyjne stroje ślubne, podejrzeć proces powstawania tortilli oraz spróbować poxu – lokalnego, majańskiego alkoholu.

## Kultura
Zinacantán jest jednym z najważniejszych miejsc dla rozwoju rocka w języku tsotsil. Z Zinacantanu pochodzą pionierzy gatunku – zespół Sak Tzevul, a także takie grupy jak Lumaltok, Uyuj i Yochob.